# Consolato del Mare
Consolato del Mare — найбільш відома і важлива із середньовічних збірок місцевих правил і звичаїв морського права, що діяли в прибережних країнах і портах Середземномор'я у кінці 13 — 1-й половині 14 ст. Час і місце його складання, а також автор, в точності невідомі.

Збірка спочатку складена на каталонському діалекті і, цілком ймовірно, призначалася для керівництва морських консулів Барселони, тому іноді його називають Барселонськими законами. В 1519 була переведена і видана в Римі італійською мовою.

У першому друкованому виданні («Le libre de consolat ...», 1494 рік), а також у всіх збережених рукописах, «Морський консулат» з'єднаний з іншими пам'ятниками в одній безперервній нумерації глав. Власне Морський консулат - або «Добрі морські звичаї», «морські капітули», як називали його в середні століття - складає 252 глави (з 46 по 297); йому передує статут морських консульських судів і докладний виклад процесу з морських справ, а слідом за ним поміщені регламент для каперских судів і ряд інших актів, що мають відношення до барселонських судів.

Матеріал розташований без певного порядку, метод викладу - казуїстичний, мова - проста, народна.
Попри це, чимало положень збірки узяті за основу морського законодавства європейських держав і сприяли розвиткові міжнародного морського права.